# Bürgerhaus Misburg

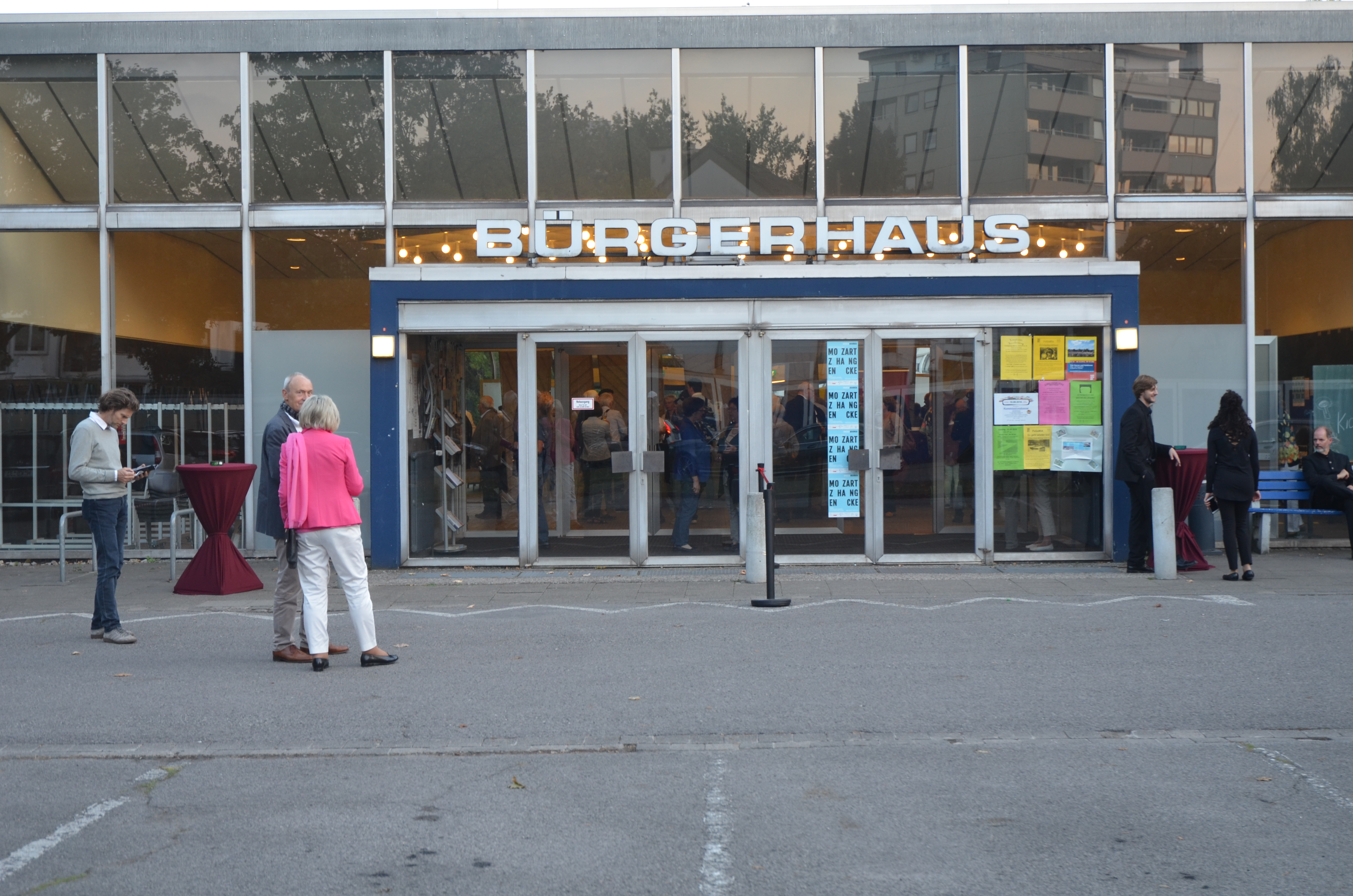
Besucher vor dem Eingang zum Bürgerhaus Misburg

Das Bürgerhaus Misburg unter der Adresse Seckbruchstraße 20 in Hannover im Stadtteil Misburg-Nord ist ein Veranstaltungszentrum, das als Bürgerhaus Vereinen, Verbänden, Gruppen und Privatpersonen Räume für ihre Veranstaltungen bieten soll.

## Geschichte und Beschreibung
Das Bürgerhaus Misburg wurde am 10. September 1971 eröffnet als „Gemeinschaftshaus“ für die Bürger der seinerzeit noch selbständigen Stadt Misburg.

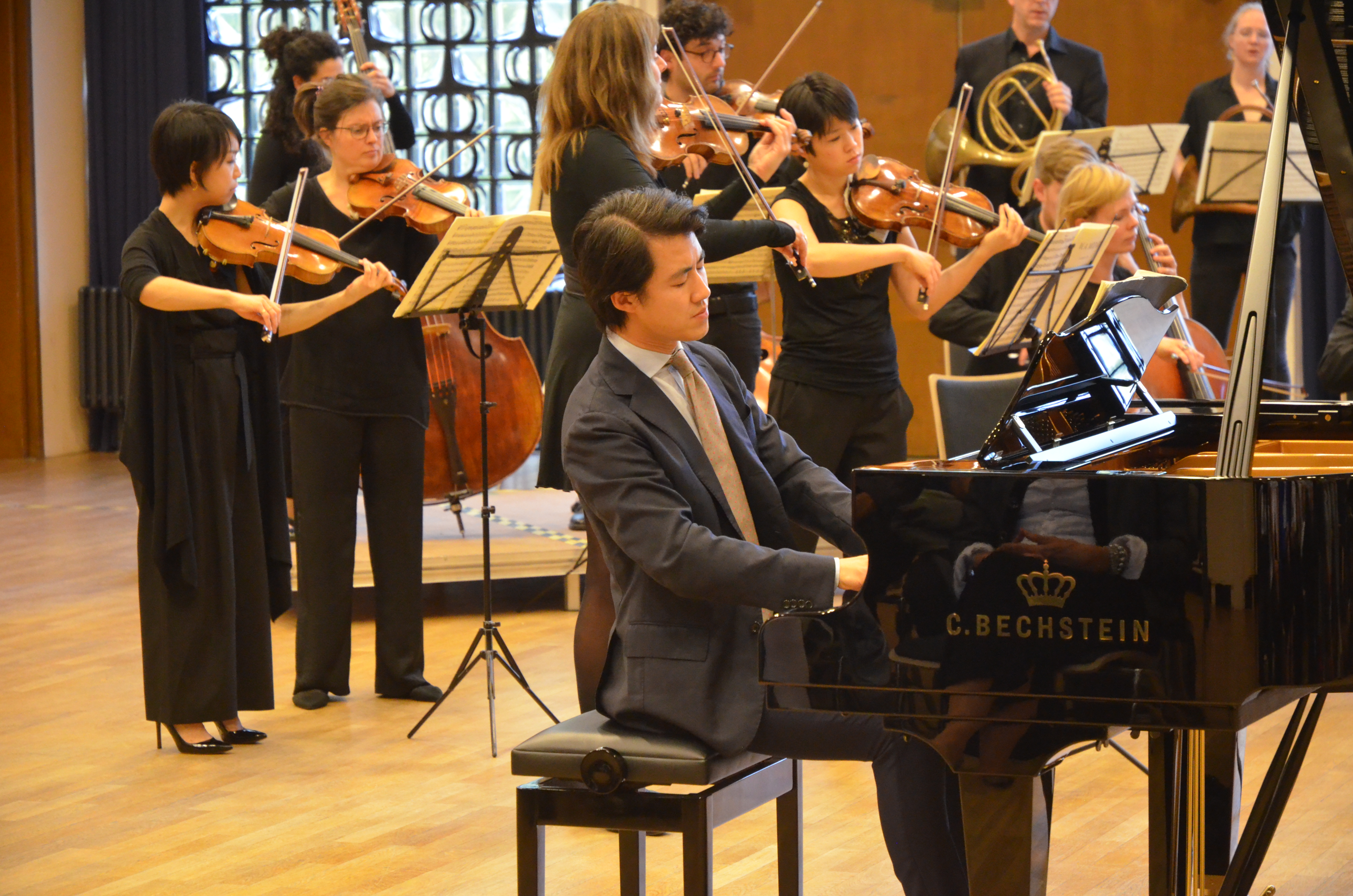
Der Pianist Haiou Zhang am Bechstein-Flügel im Konzert mit dem Orchester musica assolta;
im September 2018 im Großen Saal

Das Gebäude verfügt über verschieden große Gruppenräume sowie einen großen Saal, in dem etwa 400 Personen Platz finden können. Sämtliche Räume im Erdgeschoss, darunter auch der große Saal, sind barrierefrei zu erreichen. Zu den sanitären Anlagen zählt auch ein Behinderten-WC.
Im Bürgerhaus finden vielfältige Veranstaltungen und Kurse statt, die sowohl von Vereinen und Einzelpersonen wie auch von der Volkshochschule oder dem Kulturbüro Misburg-Anderten angeboten werden.